# Lalevade-d’Ardèche

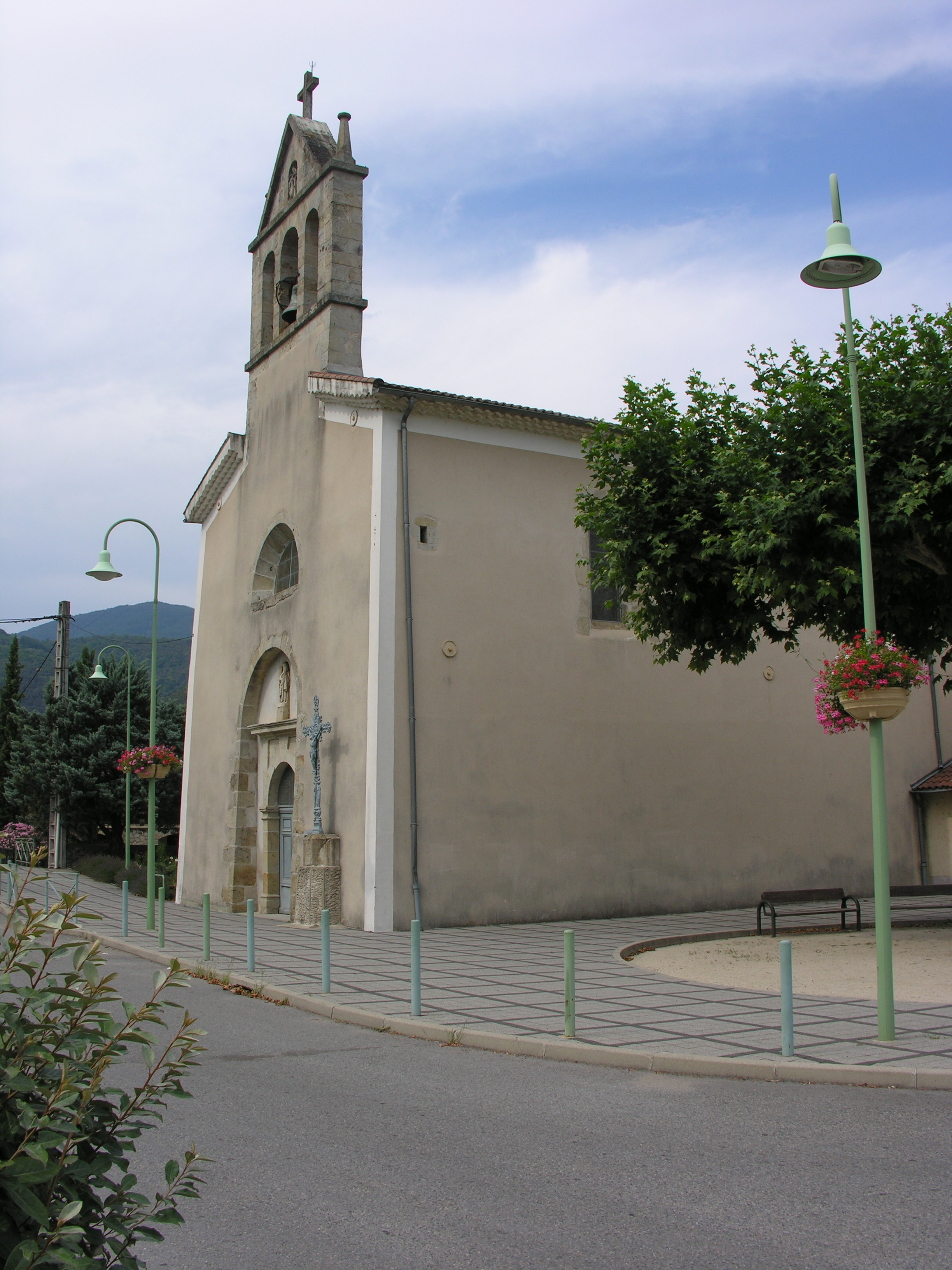
Kościół (2006)

Lalevade-d’Ardèche – miejscowość i gmina we Francji, w regionie Owernia-Rodan-Alpy, w departamencie Ardèche.
Według danych na rok 1990 gminę zamieszkiwało 1012 osób, a gęstość zaludnienia wynosiła 446 osób/km² (wśród 2880 gmin regionu Rodan-Alpy Lalevade-d’Ardèche plasuje się na 774. miejscu pod względem liczby ludności, natomiast pod względem powierzchni na miejscu 1684.).